# Isaïe
Pour les articles homonymes, voir Isaïe (homonymie).
ישעיהו
Compléments
Contemporain du roi de Juda Ézéchias
Isaïe ou Ésaïe (יְשַׁעְיָהוּ en hébreu, Yeshayahu, qui signifie « Yahweh sauve ») est un prophète de l'Ancien Testament (ou Tanakh selon la tradition hébraïque), qui aurait vécu sous le règne d'Ézéchias (Hizkiya) puisqu'il est fait mention de « la quatorzième année du roi Ézéchias ». Ésaïe est considéré comme l'un des quatre grands prophètes, avec Jérémie, Ézéchiel et Daniel, non pas parce qu'ils seraient plus importants que les autres, mais du fait de la longueur de leurs livres par rapport à ceux des petits prophètes. C'est un personnage biblique considéré comme saint par les catholiques et les orthodoxes. Il est fêté le 9 mai en Orient et le 6 juillet en Occident.

## Biographie
Figure biblique, Isaïe aurait vécu à Jérusalem au VIIIe siècle av. J.-C., approximativement entre 766 et 701. Il est marié à une femme désignée comme "la prophétesse" (Es 8,3). Il est le père d'au moins deux enfants (Es 8,3 et Es 7,3). Son époque est marquée par la montée en puissance de l'Assyrie face au royaume de Juda qui voit toutefois une période de prospérité. Isaïe dénonce le relâchement des mœurs de ses concitoyens, ce qui attire la colère de Dieu.
Le roi Manassé, fils d'Ézéchias, fit persécuter plusieurs contemporains d'Ésaïe. Selon l'Ascension d'Isaïe (écrit apocryphe chrétien du IIe siècle), torturé sur ordre de Manassé, Ésaïe fut scié en deux, mais son âme fut ravie au ciel juste avant cette torture, de manière qu'il ne souffre pas.
C'est donc dans la seconde moitié du VIIIe siècle av. J.-C. qu'Isaïe exerça son ministère prophétique, dans le royaume de Juda. Il vécut dans l'entourage royal et ses oracles ont une portée politique très caractérisée. Parmi ceux-ci, les prophéties sur l'Emmanuel ont une très grande importance, en raison de leur sens messianique et leur influence sur la révélation chrétienne. En plus des oracles d'Isaïe, conservés en majorité dans les chapitres 1 à 39, le livre contient des oracles d'un prophète contemporain de l'Exil (chap. 40-55) et même d'autres oracles de l'époque après l'Exil (chap. 56-66). Ces ajouts au recueil contenant les oracles du grand prophète montrent l'importance qu'on attribuait au Livre d'Isaïe, qui conservait ses paroles.

## Isaïe ou Ésaïe
En hébreu, le nom théophore ישעיהו se prononce « Yéshayahou ». « Yésha » (ישע) peut se traduire « il sauve » ou « [le] salut » ; « Ya » (יה) comme dans Hallelou-Yah (qui signifie « louez Jah ») est une forme abrégée du nom de Dieu YHWH ; « hou » (הו) = pronom personnel « lui ». Le nom d'Isaïe est donc théophore et signifie « Lui, Dieu, sauve » ou « Lui, Dieu, est salut ».
En français, les traditions juive, catholique et orthodoxe utilisent habituellement la forme Isaïe, alors que les protestants ont coutume de prononcer et d'écrire Ésaïe (probablement pour différencier le nom du prophète de celui du père du roi David, car les protestants nomment Isaï le père de David, tandis que les juifs l'appellent Ishaï et la tradition catholique Jessé). La Traduction œcuménique de la Bible utilise Ésaïe. La forme anglaise, y compris pour les protestants, est Isaiah.

## Le Livre d'Isaïe

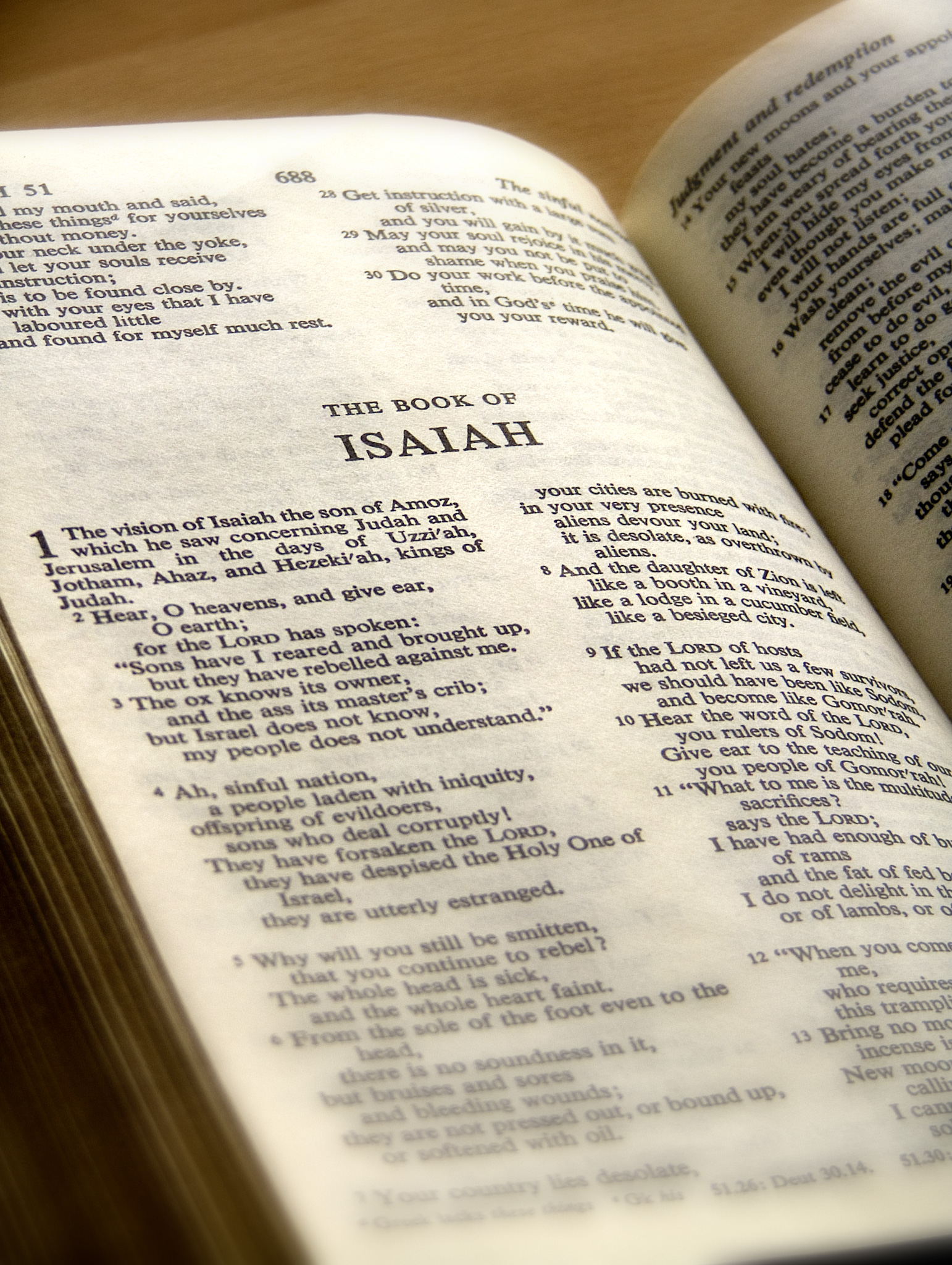
Le Livre d'Isaïe dans une Bible anglaise.

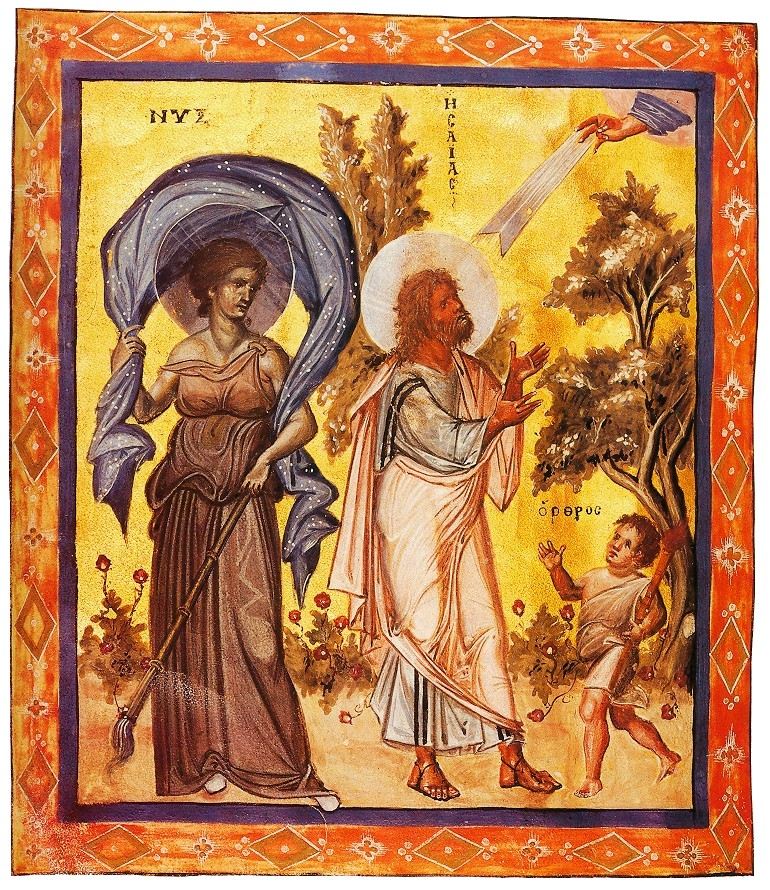
Entre la nuit et l'aurore – Psautier de Paris du Xe siècle.

Sous l'apparence d'un livre unique de 66 chapitres, le Livre d'Isaïe se présente en fait en trois parties bien distinctes qui auraient pu former trois livres séparés :
- Es 1-39 : Isaïe présente le contexte historique, avec la montée en puissance de l'Assyrie, jusqu'à la tentative de prise de Jérusalem par Sennachérib ;
- Es 40-55 : Isaïe évoque la montée en puissance de Cyrus II, le roi de Perse, annonçant la fin de l'exil à Babylone ;
- Es 56-66 : Isaïe se penche sur la situation à Jérusalem peu de temps après le retour d'exil. Cette section regroupe probablement les prophéties de plusieurs prophètes.

Les chapitres 40 à 66 ont vraisemblablement été écrits et compilés autour de l'exil à Babylone, entre le VIe siècle av. J.-C. et le Ve siècle av. J.-C..

## Prophéties messianiques
La lecture et la compréhension des prophéties messianiques d'Isaïe diffèrent selon les traditions religieuses, chrétiennes ou juives. Pratiquement toutes les références (sauf (Isaïe 11,12)) renvoient à un messie qui ne concerne pas un peuple spécifique et cela, bien que le Messie soit désigné comme étant un descendant de Jessé, le père du roi David.
« Un rameau sortira de la souche de Jessé / un rejeton jaillira de ses racines » (Es 11,1)
Mais on trouve des références traitant des temps futurs — sans préciser que ces changements dépendent de la venue du messie — dans pratiquement tous les livres bibliques et celles-ci désignent explicitement la maison d'Israël ou les Juifs.
- « Les juges et les conseillers seront rétablis » (Es 1,26) ;
- « Il sera un arbitre entre les nations et le précepteur de peuples nombreux » (Es 2,4) ;
- « Seul Dieu sera grand en ce jour. » (Es 2,17) ;
- « Sur lui reposera l'esprit du Seigneur : esprit de sagesse et d'intelligence, esprit de conseil et de force, esprit de science et de crainte de Dieu » (Es 11,2) ;
- « Il jugera les faibles avec justice, il rendra des arrêts équitables en faveur des humbles du pays […], du souffle de ses lèvres, il fera mourir le méchant. » (Es 11,4) ;
- « Les nations se tourneront vers lui. » (Es 11,10) ;
- « Il sera un messager de paix » (Es 52,7) ;
- « Car Ma Maison sera appelée une maison de prières pour toutes les nations. » (Es 56,3-7)[7].

### Interprétation chrétienne du messianisme

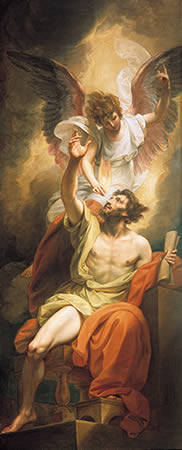
Benjamin West, Les Lèvres d'Isaïe purifiées par le feu.

L'exégèse chrétienne qui repose sur la version grecque de la Bible hébraïque (la Septante) voit dans certains passages d'Isaïe une pré-Annonciation de la naissance du Christ enfanté par une vierge (interprétation [non traduction littérale] de l'hébreu ‘almâ « jeune femme/fille » en grec,parthenos = « vierge » dans la LXX). « Le Seigneur vous donnera un signe
Voici que la jeune femme est enceinte et enfante un fils » (Es 7,14)
L'argument était d'autant plus fort dans l'optique chrétienne que la traduction des Septante date d'avant Jésus de Nazareth.
« Car un enfant nous est né / un fils nous a été donné » (Es 9,5)
La tradition chrétienne considère également que le « Serviteur souffrant » des Cantiques du Serviteur (Es 42,1-9 ; Es 49,1-7 ; Es 50,4-11 ; Es 52,13 à Es 53,12) annonce Jésus-Christ et sa Passion.

## Manuscrit retrouvé à Qumrân
En 1947, parmi les manuscrits de la mer Morte, seul le Livre d'Isaïe a été retrouvé dans son intégralité sous la forme d'un manuscrit du IIe siècle av. J.-C. : le Grand Rouleau d'Isaïe. D'autres manuscrits de ce livre, mais incomplets, ont également été découverts. On peut les voir au musée d'Israël à Jérusalem, dans le Sanctuaire du Livre.